# Llista de premis de Metallica

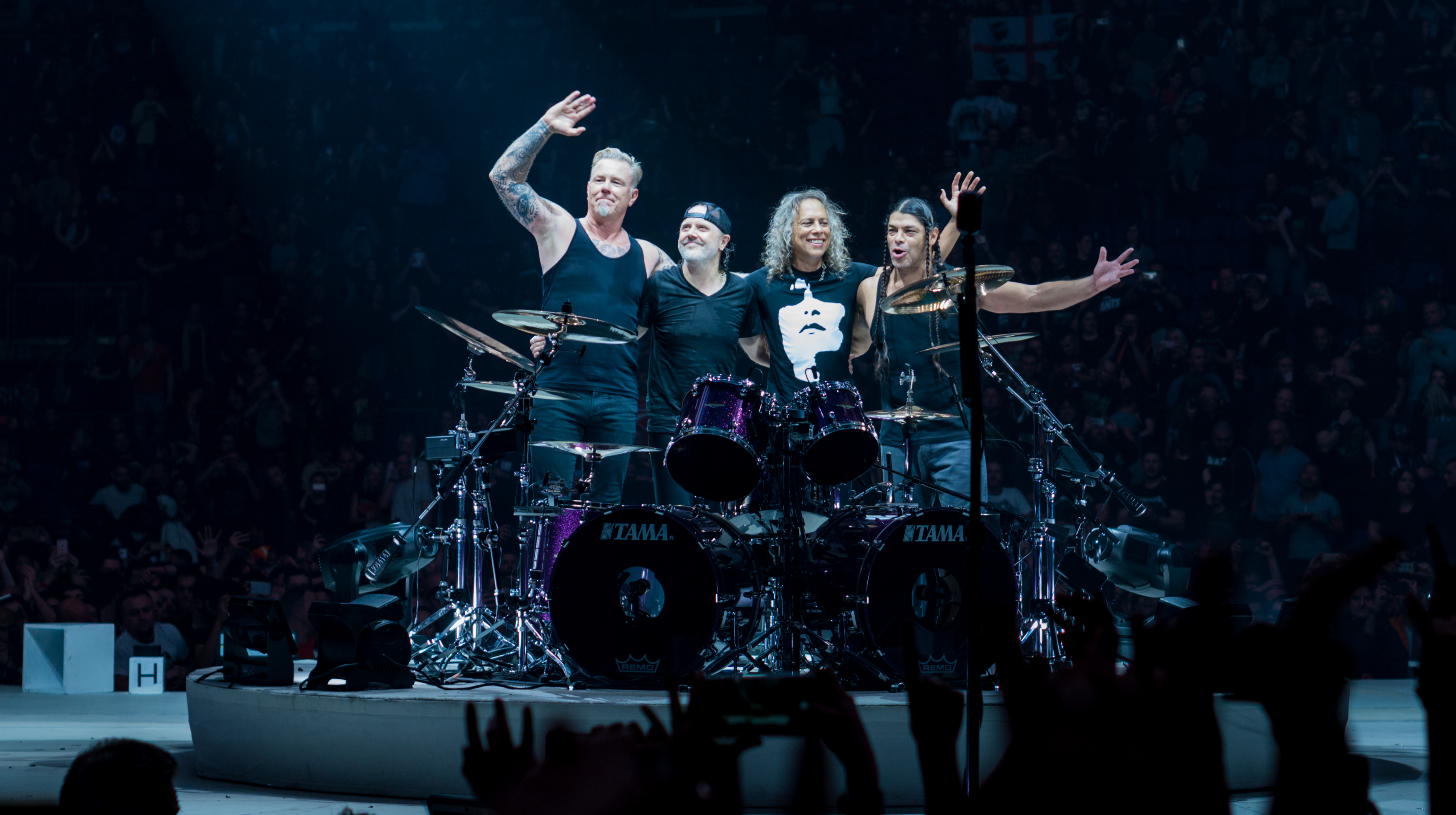
Metallica en concert a Londres (2017)

Llista dels premis i nominacions rebuts per Metallica, banda de música estatunidenca formada l'any 1981 a Los Angeles. Els integrants de la banda són el cantant James Hetfield, el bateria Lars Ulrich, ambdós co-creadors de la banda, a més del guitarrista Kirk Hammett i el baixista Robert Trujillo.
Anteriorment havien format part de la banda els baixistes Ron McGovney originalment fins 1982, Cliff Burton el va substituir fins 1986 quan va morir en un accident de la banda, i Jason Newsted que el va substituir fins a l'any 2001, any que va abandonar la banda. També va fundar la banda el guitarrista Dave Mustaine fins que fou expulsat el 1983, i llavors va fundar el grup Megadeth. Amb quatre dècades ininterrompudes d'èxits ha esdevingut una de les bandes de heavy metal més importants del món.

## Resum
| Premis                    | Guanyats | Nominacions |
| ------------------------- | -------- | ----------- |
| American Music Awards     | 2        | 6           |
| ASCAP Pop Music Awards    | 1        | 1           |
| Billboard Music Awards    | 5        | 6           |
| Grammy Awards             | 9        | 23          |
| Independent Spirit Awards | 1        | 1           |
| MTV Video Music Awards    | 2        | 13          |
| World Music Awards        | 0        | 1           |

## American Music Awards
Els premis American Music Awards van ser creats per Dick Clark l'any 1973 i són lliurats anualment a partir dels vots rebuts pels seguidors mitjançant el lloc web de l'AMA.
| Any  | Categoria                             | Candidat/Treball            | Resultat  |
| ---- | ------------------------------------- | --------------------------- | --------- |
| 1992 | Favorite Heavy Metal/Hard Rock Album  | Metallica (The Black Album) | Nominat   |
| 1992 | Favorite Heavy Metal/Hard Rock Artist | Metallica                   | Nominat   |
| 1993 | Favorite Heavy Metal/Hard Rock Artist | Metallica                   | Guanyador |
| 1994 | Favorite Heavy Metal/Hard Rock Artist | Metallica                   | Nominat   |
| 1997 | Favorite Heavy Metal/Hard Rock Artist | Metallica                   | Guanyador |
| 2003 | Favorite Alternative Artist           | Metallica                   | Nominat   |

## ASCAP Pop Music Awards
Els ASCAP Pop Music Awardssón lliurats anualment per l'American Society of Composers, Authors and Publishers.
| Any  | Categoria            | Candidat/Treball | Resultat  |
| ---- | -------------------- | ---------------- | --------- |
| 2004 | Creative Voice Award | Metallica        | Guanyador |

## Billboard Music Awards
The Billboard Music Awards són lliurats anualment per la revista Billboard al desembre.
| Any  | Categoria                           | Candidat/Treball              | Resultat  |
| ---- | ----------------------------------- | ----------------------------- | --------- |
| 1988 | Top Music Videocassette of the Year | Cliff 'Em All                 | Guanyador |
| 1997 | Rock and Roll Artist of the Year    | Metallica                     | Guanyador |
| 1999 | Catalogue Album of the Year         | Metallica (The Black Album)   | Guanyador |
| 1999 | Catalogue Artist of the Year        | Metallica                     | Guanyador |
| 2017 | Top Rock Artist                     | Metallica                     | Nominat   |
| 2017 | Top Rock Album                      | Hardwired... to Self-Destruct | Guanyador |

## Grammy Awards
Els premis Grammy Awards són lliurats anualment per la indústria estatunidenca National Academy of Recording Arts and Sciences. Metallica ha estat guardonat amb vuit premis de 18 nominacions.
| Any  | Categoria                                                   | Treball                       | Resultat   |
| ---- | ----------------------------------------------------------- | ----------------------------- | ---------- |
| 1989 | Millor interpretació vocal o instrumental de rock dur/metal | ...And Justice for All        | Nominat    |
| 1990 | Millor interpretació metal                                  | "One"                         | Guanyadora |
| 1991 | Millor interpretació metal                                  | "Stone Cold Crazy"            | Guanyadora |
| 1992 | Millor interpretació metal                                  | Metallica (The Black Album)   | Guanyador  |
| 1992 | Millor cançó rock                                           | "Enter Sandman"               | Nominada   |
| 1996 | Millor interpretació metal                                  | "For Whom the Bell Tolls"     | Nominada   |
| 1999 | Millor interpretació metal                                  | "Better than You"             | Guanyadora |
| 1999 | Millor interpretació rock dur                               | "Fuel"                        | Nominada   |
| 2000 | Millor interpretació rock dur                               | "Whiskey in the Jar"          | Guanyadora |
| 2001 | Millor interpretació rock instrumental                      | "The Call of Ktulu"           | Guanyadora |
| 2004 | Millor interpretació metal                                  | "St. Anger"                   | Guanyadora |
| 2005 | Millor interpretació rock dur                               | "Some Kind of Monster"        | Nominada   |
| 2008 | Millor interpretació rock instrumental                      | "The Ecstasy of Gold"         | Nominada   |
| 2009 | Millor àlbum de rock                                        | Death Magnetic                | Nominat    |
| 2009 | Millor empaquetatge                                         | Death Magnetic                | Guanyador  |
| 2009 | Millor interpretació metal                                  | "My Apocalypse"               | Guanyadora |
| 2009 | Millor interpretació rock instrumental                      | "Suicide & Redemption"        | Nominada   |
| 2010 | Millor interpretació rock dur                               | "The Unforgiven III"          | Nominada   |
| 2014 | Millor empaquetatge                                         | Metallica: Through The Never  | Nominat    |
| 2015 | Millor pel·lícula musical                                   | Metallica: Through the Never  | Nominada   |
| 2017 | Millor cançó rock                                           | "Hardwired"                   | Nominada   |
| 2018 | Millor àlbum de rock                                        | Hardwired... to Self-Destruct | Nominat    |
| 2018 | Millor cançó rock                                           | "Atlas, Rise!"                | Nominada   |

## Independent Spirit Awards
Els Independent Spirit Awards van ser fundats el 1984 i premien el cinema independent.
| Any  | Categoria                    | Treball              | Resultat   |
| ---- | ---------------------------- | -------------------- | ---------- |
| 2004 | Millor pel·lícula documental | Some Kind of Monster | Guanyadora |

## MTV Video Music Awards
Els MTV Video Music Awards van ser creats el 1984 pel canal MTV.
| Any  | Categoria                             | Treball             | Resultat  |
| ---- | ------------------------------------- | ------------------- | --------- |
| 1989 | Millor videoclip heavy metal          | "One"               | Nominat   |
| 1992 | Millor videoclip heavy metal/rock dur | "Enter Sandman"     | Guanyador |
| 1992 | Millor muntatge                       | "Enter Sandman"     | Nominat   |
| 1992 | Millor fotografia                     | "Enter Sandman"     | Nominat   |
| 1996 | Millor videoclip rock dur             | "Until It Sleeps"   | Guanyador |
| 1996 | Elecció popular                       | "Until It Sleeps"   | Nominat   |
| 1998 | Millor videoclip rock                 | "The Unforgiven II" | Nominat   |
| 2000 | Millor videoclip rock                 | "I Disappear"       | Nominat   |
| 2000 | Millor vídeo per a pel·lícula         | "I Disappear"       | Nominat   |
| 2000 | Millors efectes especials             | "I Disappear"       | Nominat   |
| 2000 | Millor muntatge                       | "I Disappear"       | Nominat   |
| 2000 | Millor fotografia                     | "I Disappear"       | Nominat   |
| 2003 | Millor videoclip rock                 | "St. Anger"         | Nominat   |

## World Music Awards
Els World Music Awards van ser creats el 1989 per la International Federation of the Phonographic Industry.
| Any  | Categoria                             | Treball   | Resultat |
| ---- | ------------------------------------- | --------- | -------- |
| 2008 | Millor acte de rock més venut del món | Metallica | Nominat  |